# Hiroshima
Hiroshima — американський гурт, з міста Лос-Анджелес, Каліфорнія, створений у 1974 році.
Музика гурту була класифікована як smooth jazz, R&B, поп, етнічна музика.
Гурт продав понад чотири мільйони альбомів по всьому світу.

## Історія
Ден Курамото, лідер гурту Hiroshima, родом зі Східного Лос-Анджелеса. Він навчався в Університеті штату Каліфорнія в Лонг-Біч, а згодом очолив департамент азійсько-американських досліджень. Ден Курамото на вихідних грав в музичному гурті. І там він познайомився з Джун Курамото, уродженкою Японії, яка виросла в Лос-Анджелесі та грала на японському струнному інструменті кото.
Курамото поважав гурт Earth, Wind, and Fire, за те, як вони поєднали джаз і ритм-енд-блюз, а гурт Santana — за їх ототожнення з латиноамериканцями. Він хотів створити гурт, який би представляв американців азійського походження. Він назвав гурт на честь японського міста Хіросіма, яке було здебільшого зруйноване атомною зброєю наприкінці Другої світової війни.
Дебютний альбом гурту Hiroshima розійшовся тиражем понад 100 000 копій за перші три місяці.
Другий альбом гурту містив пісню «Winds of Change», яка отримала номінацію на премію Grammy Award, Best R&B Instrumental.
У 1985 році вийшов альбом Another Place, який став золотим.
У 1987 році гурт випустив альбом Go, який також став золотим.
Альбом Legacy був номінований як найкращий поп інструментальний альбом у 2010 році.
Гурт Hiroshima продав понади чотири мільйони альбомів по всьому світу.
У 1990 році гурт виступав на розігріві у Майлза Девіса, а в 1988 році вони грали з гуртом T-Square у концертному залі Hibiya Open-Air Concert Hall.

## Нагороди та відзнаки
Гурт Hiroshima отримав нагороду Visionary Award від East West Players, найстарішої в США компанії з азійсько-тихоокеанського регіону, за «підтримку виконавського мистецтва азійсько-тихоокеанського регіону».

## Учасники гурту
Поточні
- Ден Курамото (Dan Kuramoto) — саксофон, флейта, сякухаті, клавішні, перкусія (1974–теперішній час)
- Джун Курамото (June Kuramoto) — кото (1974–теперішній час)
- Денні Ямамото (Danny Yamamoto) — ударні (тур 2019), клавішні, тайко, перкусія (1974–теперішній час)[2]
- Кімо Корнуелл (Kimo Cornwell) — клавішні (теперішній час)
- Дін Кортез (Dean Cortez) — бас-гітара (теперішній час)

Колишні
- Джонні Морі (Johnny Mori) — 1974—2003[5]
- Пітер Хата (Peter Hata) — гітара (1974—1984)
- Дейв Іватакі (Dave Iwataki) — клавішні (1974—1977)
- Дейн Мацумура (Dane Matsumura) — бас-гітара (1977—1980)
- Джон Шиплі (John Shipley) — клавішні (1977—1978)
- Річард Метьюз (Richard Matthews) — клавішні (1979—1980)
- Тері Кусумото (Teri Kusumoto) — вокал (1977—1982)
- Джесс Акуна (Jess Acuna) — вокал (1977—1982)
- Барбара Лонг (Barbara Long) — вокал (альбом 1985 Another Place, альбом 1987 Go)
- Маргарет Сасакі-Тейлор (Margaret Sasaki-Taylor «Machun») — вокал (альбом East 1989)
- Jeanette Clinger (Jeanette Clinger) — вокал (альбом 1992 Providence)
- Тері Койде (Teri Koide) — вокал (альбом LA 1994)
- Террі Стіл (Terry Steele) — вокал (альбом 1999 Between Black & White)
- Шодзі Камеда (Shoji Kameda) — тайко (барабан), Хоомей (2003—2016)[6]

## Дискографія
| Назва                   | Рік  | Лейбл             |
| ----------------------- | ---- | ----------------- |
| Hiroshima               | 1979 | Arista            |
| Odori                   | 1980 | Arista            |
| Third Generation        | 1983 | Epic              |
| Another Place           | 1985 | Epic              |
| Go                      | 1987 | Epic              |
| East                    | 1989 | Epic              |
| Providence              | 1992 | Epic              |
| L.A.                    | 1994 | Qwest             |
| Urban World Music       | 1996 | Qwest             |
| Between Black and White | 1999 | Windham Hill      |
| The Bridge              | 2003 | Heads Up          |
| Spirit of the Season    | 2004 | Heads Up          |
| Obon                    | 2005 | Heads Up          |
| Little Tokyo            | 2007 | Heads Up          |
| Departure               | 2011 | Hiroshima         |
| J-Town Beat             | 2013 | CD Baby/Hiroshima |
| 2020                    | 2021 | Hiroshima         |
| Weekends Away           | 2023 | CD Baby/Hiroshima |